# لبه زمین (ترانه)
«لبه زمین» (به انگلیسی: Edge of the Earth) تک‌آهنگی از ترتی سکندز تو مارس است که در ۳ مارس ۲۰۰۳ منتشر شد.